# AXA Center
AXA Center este un zgârie-nori de 229 m înălțime ce se află în New York City. A fost construit în 1986 după un proiect al arhitectului Edward Larrabee Barnes. Numără 54 etaje, un auditoriu de 100 locuri, câteva restaurante și o sală de fitness.